# San Agustín (Nor Yungas)
San Agustín ist eine Ortschaft im Departamento La Paz im südamerikanischen Anden-Staat Bolivien.

## Lage im Nahraum
San Agustín ist der fünftgrößte Ort des Kanton Arapata im Municipio Coripata in der Provinz Nor Yungas. Die Ortschaft liegt auf einer Höhe von 1604 m oberhalb des rechten, nördlichen Ufer des Río San Agustín, einem rechten Nebenfluss des Río San Isidro, der in den nach Nordosten fließenden Río Tamampaya mündet.

## Geographie
San Agustín liegt im Übergangsbereich zwischen dem Altiplano und der Cordillera Real im Westen und den Ausläufern des Amazonas-Tieflandes im Osten.
Der Jahresniederschlag hier in den subtropischen Yungas liegt bei 1100 mm (siehe Klimadiagramm Coroico) und weist eine deutliche Trockenzeit von Mai bis August und eine Regenzeit von Dezember bis Februar auf. Die Monatsdurchschnittstemperaturen schwanken nur unwesentlich zwischen 20 °C und 25 °C, tagsüber ist es sommerlich warm und nachts angenehm kühl.

## Verkehrsnetz
San Agustín liegt in einer Entfernung von 120 Straßenkilometern nordöstlich von La Paz, der Hauptstadt des Departamentos.
Von La Paz führt die asphaltierte Nationalstraße Ruta 3 in nordöstlicher Richtung 52 Kilometer bis Cotapata und von dort als Schotterpiste über 35 Kilometer bis Coroico. Hier zweigt die Ruta 40 nach Südosten ab und erreicht nach 31 Kilometern Trinidad Pampa. Zwei Kilometer hinter Trinidad Pampa zweigt die F40 in nördlicher Richtung ab und erreicht über Arapata und nach Durchquerung des Tales des Río San Agustín nach neun Kilometern San Agustín.

## Bevölkerung
Die Einwohnerzahl der Ortschaft ist im vergangenen Jahrzehnt um mehr als die Hälfte angestiegen:
| Jahr | Einwohner         | Quelle       |
| ---- | ----------------- | ------------ |
| 1992 | keine Detaildaten | Volkszählung |
| 2001 | 507               | Volkszählung |
| 2012 | 778               | Volkszählung |
| 2024 |                   | Volkszählung |